# Discografia di A Boogie wit da Hoodie
La discografia di A Boogie wit da Hoodie, rapper statunitense, è composta da tre album in studio, due mixtape, tre extended play, 40 singoli, di cui 23 in collaborazione con altri artisti e 29 video musicali.

## Album

### Album in studio
| Anno                                                                                          | Titolo | Posizione massima | Posizione massima | Posizione massima | Posizione massima | Posizione massima | Posizione massima | Posizione massima | Certificazioni                     |
| Anno                                                                                          | Titolo | US                | US R&B/HH         | US Rap            | AUS               | CAN               | ND                | UK                | Certificazioni                     |
| --------------------------------------------------------------------------------------------- | --- | ----------------- | ----------------- | ----------------- | ----------------- | ----------------- | ----------------- | ----------------- | ---------------------------------- |
| 2017                                                                                          | The Bigger Artist - Pubblicato: 29 settembre 2017 - Etichetta: Highbridge, Atlantic - Formati: CD, download digitale, streaming | 4                 | 1                 | 1                 | —                 | 10                | —                 | —                 | - US: Platino                      |
| 2018                                                                                          | Hoodie SZN - Pubblicato: 21 dicembre 2018 - Etichetta: Highbridge, Atlantic - Formati: CD, download digitale, streaming         | 1                 | 1                 | 1                 | 23                | 1                 | 24                | 23                | - US: Platino - UK: Oro - CAN: Oro |
| 2020                                                                                          | Artist 2.0 - Pubblicato: 14 febbraio 2020 - Etichetta: Highbridge, Atlantic - Formati: CD, download digitale, streaming         | 2                 | 2                 | 1                 | 39                | 4                 | 10                | 11                | - US: Oro                          |
| 2022                                                                                          | Me vs. Myself - Pubblicato: 9 dicembre 2022 - Etichetta: Highbridge, Atlantic - Formati: CD, download digitale, streaming       | —                 | —                 | —                 | —                 | —                 | 37                | 22                |                                    |
| "—" indica che l'opera non si è classificata o che non è stata pubblicata in quel territorio. | |                   |                   |                   |                   |                   |                   |                   |                                    |

### Mixtape
| Anno                                                                                          | Titolo | Posizione massima | Posizione massima | Posizione massima | Certificazioni |
| Anno                                                                                          | Titolo | US                | US R&B/HH         | US Rap            | Certificazioni |
| --------------------------------------------------------------------------------------------- | --- | ----------------- | ----------------- | ----------------- | -------------- |
| 2016                                                                                          | Artist - Pubblicato: 14 febbraio 2016 - Etichetta: Highbridge, Atlantic - Formati: download digitale                                              | 70                | 31                | 22                | - US: Platino  |
| 2016                                                                                          | Highbridge The Label: The Takeover Vol. 1 (con Don Q) - Pubblicato: 18 maggio 2016 - Etichetta: Highbridge, Atlantic - Formati: download digitale | —                 | —                 | —                 |                |
| "—" indica che l'opera non si è classificata o che non è stata pubblicata in quel territorio. | |                   |                   |                   |                |

## Extended Play
| Anno | Titolo | Posizione massima | Posizione massima | Posizione massima | Posizione massima |
| Anno | Titolo | US                | US R&B/HH         | US Rap            | CAN               |
| ---- | --- | ----------------- | ----------------- | ----------------- | ----------------- |
| 2016 | TBA - Pubblicato: 28 ottobre 2016 - Etichetta: Highbridge, Atlantic - Formati: download digitale                   | 63                | 6                 | 6                 | —                 |
| 2018 | International Artist - Released: 20 giugno 2018 - Etichetta: Highbridge, Atlantic - Formati: CD, download digitale | 57                | 32                | —                 | 56                |
| 2018 | B4 #HoodieSZN - Released: 21 settembre 2018 - Etichetta: autoprodotto - Formati: download digitale                 | —                 | —                 | —                 | —                 |
| 2021 | B4 AVA - Pubblicato: 10 dicembre 2021 - Etichetta: Highbridge, Atlantic - Formati: download digitale, streaming    | 26                | 12                | 6                 | 24                |

## Singoli

### Come artista principale
| Anno                                                                                          | Titolo                                                  | Posizione massima | Posizione massima | Posizione massima | Posizione massima | Posizione massima | Posizione massima | Posizione massima | Posizione massima | Posizione massima | Posizione massima | Certificazioni                                                            | Album                                     |
| Anno                                                                                          | Titolo                                                  | US                | US R&B/HH         | US Rap            | AUS               | CAN               | ITA               | NLD               | NZ                | SWE               | UK                | Certificazioni                                                            | Album                                     |
| --------------------------------------------------------------------------------------------- | ------------------------------------------------------- | ----------------- | ----------------- | ----------------- | ----------------- | ----------------- | ----------------- | ----------------- | ----------------- | ----------------- | ----------------- | ------------------------------------------------------------------------- | ----------------------------------------- |
| 2016                                                                                          | Not a Regular Person                                    | —                 | —                 | —                 | —                 | —                 | —                 | —                 | —                 | —                 | —                 |                                                                           | Highbridge the Label: The Takeover Vol. 1 |
| 2016                                                                                          | Bando (con Don Q)                                       | —                 | —                 | —                 | —                 | —                 | —                 | —                 | —                 | —                 | —                 |                                                                           | Highbridge the Label: The Takeover Vol. 1 |
| 2016                                                                                          | My Shit                                                 | 86                | 35                | 22                | —                 | —                 | —                 | —                 | —                 | —                 | —                 | - USA: 2× Platino                                                         | Artist                                    |
| 2016                                                                                          | Jungle                                                  | 109               | 46                | —                 | —                 | —                 | —                 | —                 | —                 | —                 | —                 | - USA: 2× Platino                                                         | Artist                                    |
| 2016                                                                                          | Timeless (feat. DJ SpinKing)                            | 86                | 36                | —                 | —                 | —                 | —                 | —                 | —                 | —                 | —                 | - USA: Platino                                                            | TBA                                       |
| 2016                                                                                          | Proud of Me Now (feat. Lil Bibby)                       | —                 | —                 | —                 | —                 | —                 | —                 | —                 | —                 | —                 | —                 |                                                                           | N.D.                                      |
| 2016                                                                                          | Bag on Me (with Don Q)                                  | —                 | —                 | —                 | —                 | —                 | —                 | —                 | —                 | —                 | —                 |                                                                           | Highbridge the Label: The Takeover Vol.1  |
| 2017                                                                                          | Drowning (feat. Kodak Black)                            | 38                | 15                | 11                | —                 | 53                | —                 | —                 | —                 | —                 | —                 | - USA: 4× Platino - CAN: 3× Platino                                       | The Bigger Artist                         |
| 2017                                                                                          | Horses (con PnB Rock e Kodak Black)                     | 109               | 53                | —                 | —                 | —                 | —                 | —                 | —                 | —                 | —                 | - USA: Platino                                                            | The Fate of the Furious: The Album        |
| 2017                                                                                          | Say A                                                   | 75                | 33                | —                 | —                 | —                 | —                 | —                 | —                 | —                 | —                 | - USA: Platino                                                            | The Bigger Artist                         |
| 2018                                                                                          | Keke (con 6ix9ine e Fetty Wap)                          | 43                | 22                | 20                | —                 | —                 | —                 | —                 | —                 | —                 | —                 | - USA: Oro - CAN: Oro                                                     | Day69                                     |
| 2018                                                                                          | Nonchalant (feat. Alkaline)                             | —                 | —                 | —                 | —                 | —                 | —                 | —                 | —                 | —                 | —                 |                                                                           | International Artist                      |
| 2018                                                                                          | Best Friend (feat. Tory Lanez)                          | —                 | —                 | —                 | —                 | —                 | —                 | —                 | —                 | —                 | —                 |                                                                           | International Artist                      |
| 2018                                                                                          | Way Too Fly (featuring Davido)                          | —                 | —                 | —                 | —                 | —                 | —                 | —                 | —                 | —                 | —                 |                                                                           | International Artist                      |
| 2018                                                                                          | Odee                                                    | —                 | —                 | —                 | —                 | —                 | —                 | —                 | —                 | —                 | —                 |                                                                           | Hoodie SZN                                |
| 2018                                                                                          | Right Moves                                             | —                 | —                 | —                 | —                 | —                 | —                 | —                 | —                 | —                 | —                 |                                                                           | N.D.                                      |
| 2018                                                                                          | Look Back at It (solo o feat. Capo Plaza)               | 27                | 12                | 10                | 41                | 23                | 19                | 88                | 22                | 76                | 51                | - USA: 3× Platino - CAN: Platino - ITA: 2× Platino (remix con Capo Plaza) | Hoodie SZN                                |
| 2018                                                                                          | Swervin (feat. 6ix9ine/Veysel)                          | 38                | 16                | 13                | 41                | 24                | —                 | —                 | 21                | 83                | 27                | - USA: 4× Platino - UK: Oro - CAN: Platino                                | Hoodie SZN                                |
| 2019                                                                                          | Mood Swings                                             | 76                | 32                | —                 | —                 | 61                | —                 | —                 | 30                | —                 | —                 | - USA: Oro                                                                | Artist 2.0                                |
| 2019                                                                                          | Reply (feat. Lil Uzi Vert)                              | 49                | 22                | 17                | —                 | 54                | —                 | —                 | 23                | —                 | —                 | - USA: Oro                                                                | Artist 2.0                                |
| 2020                                                                                          | King of My City                                         | 69                | 32                | 24                | —                 | 71                | —                 | —                 | 24                | —                 | —                 | - USA: Oro                                                                | Artist 2.0                                |
| 2020                                                                                          | Numbers (feat. Roddy Ricch, Gunna e London on da Track) | 23                | 12                | 7                 | —                 | 32                | —                 | —                 | 16                | —                 | 53                | - USA: Oro                                                                | Artist 2.0                                |
| 2020                                                                                          | Bleed                                                   | 57                | 25                | 20                | —                 | 55                | —                 | —                 | 22                | —                 | 82                |                                                                           | Artist 2.0 (Deluxe)                       |
| 2020                                                                                          | Flood My Wrist (feat. Don Q e Lil Uzi Vert)             | 109               | —                 | —                 | —                 | —                 | —                 | —                 | 28                | —                 | —                 |                                                                           | Highbridge The Label: Vol. 2              |
| 2021                                                                                          | 9 Bridge (con Rowdy Rebel)                              | —                 | —                 | —                 | —                 | —                 | —                 | —                 | —                 | —                 | —                 |                                                                           | N.D.                                      |
| 2021                                                                                          | 24 Hours (feat. Lil Durk)                               | 92                | 38                | —                 | —                 | 75                | —                 | —                 | 25                | —                 | —                 |                                                                           | B4 AVA e Me vs. Myself                    |
| 2022                                                                                          | Non Judgemental                                         | —                 | —                 | —                 | —                 | —                 | —                 | —                 | —                 | —                 | —                 |                                                                           | N.D.                                      |
| 2022                                                                                          | Hit Different (feat. B-Lovee)                           | —                 | —                 | —                 | —                 | —                 | —                 | —                 | —                 | —                 | —                 |                                                                           | N.D.                                      |
| 2022                                                                                          | Playa (feat. Ella Bands o H.E.R)                        | 111               | 50                | —                 | —                 | —                 | —                 | —                 | —                 | —                 | —                 |                                                                           | Me vs. Myself                             |
| 2022                                                                                          | B.R.O. (Better Ride Out) (feat. Roddy Ricch)            | 113               | 41                | —                 | —                 | 82                | —                 | —                 | 25                | —                 | —                 |                                                                           | Me vs. Myself                             |
| 2022                                                                                          | Take Shots (feat. Tory Lanez)                           | —                 | —                 | —                 | —                 | —                 | —                 | —                 | 24                | —                 | —                 |                                                                           | Me vs. Myself                             |
| 2022                                                                                          | Ballin                                                  | —                 | —                 | —                 | —                 | —                 | —                 | —                 | —                 | —                 | —                 |                                                                           | Me vs. Myself                             |
| 2022                                                                                          | Water (Drowning Pt. 2) (feat. Kodak Black)              | —                 | —                 | —                 | —                 | —                 | —                 | —                 | —                 | —                 | —                 |                                                                           | Me vs. Myself                             |
| "—" indica che l'opera non si è classificata o che non è stata pubblicata in quel territorio. |                                                         |                   |                   |                   |                   |                   |                   |                   |                   |                   |                   |                                                                           |                                           |